# Tony Chasseur
 (août 2017).
Si vous disposez d'ouvrages ou d'articles de référence ou si vous connaissez des sites web de qualité traitant du thème abordé ici, merci de compléter l'article en donnant les références utiles à sa vérifiabilité et en les liant à la section « Notes et références ».
Pour les articles homonymes, voir Chasseur.
Tony Chasseur, né le 3 décembre 1962 à Fort-de-France en Martinique est un chanteur-musicien français. 
Il fait ses premiers pas en musique dans les pianos-bars de Fort-de-France où il rencontre et collabore avec des musiciens renommés de l'île (Francisco, Marius Cultier). 

## Biographie
En 1986, Tony Chasseur part pour Paris afin d'y poursuivre des études de musicologie, mais quitte très vite l'université, appelé par le guitariste Simon Jurad pour une tournée hexagonale qui passera par l'Olympia. Il démarre peu après une carrière de chanteur professionnel, effectuant ses premières apparitions studio (Kimbé Mwen sur l'album Rendez-vous de Frédéric Caracas).
À la suite de la tournée Simon Jurad, Jean-Michel Mauriello, créateur du label Hibiscus Records, lui propose d'enregistrer son premier album solo. Réalisé par Franck Donatien, l'album est enregistré début 1987.

### Les premiers albums
En juillet 1987 parait le premier album solo de Tony Chasseur, Dansé Soleil. Dans le même temps, il intègre, à l'initiative du bassiste Michel Alibo, le groupe Sakiyo, qui fera ses premières armes au festival des Francofolies de La Rochelle.
Il rejoint ensuite le groupe Malavoi en tournée début 1988. Il y occupe la place de chanteur aux côtés de Pipo Gertrude durant deux ans, pour des concerts dans le monde entier jusqu'à son départ en janvier 1990.
En décembre 1988, après un an de gestation sort le premier album de Sakiyo, Trasé. Le groupe commence à effectuer des concerts qui le mènent au Japon en mars 1990. Sakiyo entame début 1990 la réalisation du second album qui parait en décembre 1990, sous l'intitulé Kannaval. Des dissensions et l'insuccès de ce second album provoquent la séparation et la disparition du groupe en 1991.
Au cours de cette année 1990, Tony Chasseur participe au Grand Méchant Zouk où il rencontre la chanteuse Tatiana Miath. Il réalise cette même année l'album Hey Girl de celle-ci, écrivant avec Jacob Desvarieux le titre phare On Ti Dousè. Il est durant ces années très demandé pour les chœurs dans les séances de studio, et apparait sur de nombreuses productions, notamment au sein d'une équipe vocale rassemblant avec lui Jean-Paul Pognon, Édith Lefel et Marie-Céline Chroné.
En 1992 sort Itinéraire, sa première auto-production. Il réalise aussi un CD de reprises intitulé Zoukcover pour Hibicus Records, album proposant des versions zouk de titres pop américains. Il réalise cette même année un second album pour Tatiana Miath, New Generation, dont le titre Romantik (co-écrit avec Willy Salzedo).
Il reçoit début 1993 le Prix SACEM auteur de l'année 1992 pour Sonjé (Frè nou), titre paru sur le disque de Bernard Lapierre, Influences.

### Carrière
En 1993, Tony Chasseur produit son second album solo Sable mouillé. Le titre Don d'organe lui vaut l'année suivante le Prix SACEM succès de l'année 1993. Il co-réalise aussi durant cette période les premiers albums de Chris Combette et James Germain.
En 1994, il interprète une version jazz de Gran tomobil sur l’album Déferlante de Fal Frett, et devient à cette occasion le chanteur du groupe mythique de jazz créole. Il réalise cette même année son troisième et dernier album pour Tatiana Miath, Sé li mwen enmé, dont le titre Nuit de miel (co-écrit avec Gilles Voyer). Il sort l'année suivante l'album Lanmou é lanmitié produit par Déclic Communications, avec les titres An chanson pou lavi-w, Étincelle et Séréna.
Il signe chez Wagram Music en 1996 et co-produit un CD en duo avec Tatiana Miath, Douce Folie, compilation regroupant les plus grands titres des deux chanteurs, avec deux titres inédits, dont le duo Fè vit (reviens-moi).
En 1998, il sort Mélodies créoles, une production Hibiscus Records, qui sera un échec commercial, malgré un succès d'estime pour le titre Mélodies créoles (pran lanvòl). Pendant deux ans, Tony Chasseur est directeur artistique chez Créon Music, label d'Eric Basset qui sera finalement intégré à Sony Music sous l'appellation Globe Music.
Il co-réalise à la fin 2000 avec le guitariste Thierry Delannay le concept Les Ténors du Zouk - Vol. I. Il est à cette période régulièrement invité lors des grandes tournées de Kassav'.
En 2001, il démissionne de son poste de directeur artistique et sort la même année, sous le label T. C. In Productions qu'il a créé, son 5e album solo Diamant des îles. Cet album reçoit l'année suivante le Prix Sacem Meilleur Album de l'Année, notamment pour une version big band d'un titre de Paulo Rosine Flè bò kay, arrangé par Thierry Vaton. Ce sont les prémices du big band MizikOpéyi.
Il sort en 2003 un coffret anthologie, An konsantré pasion, regroupant en 3 CD l'essentiel de sa période zouk. Il produit en 2004 le premier album solo de la chanteuse Claudine Pennont Fout sa bon puis réalise en 2005 son 6e album solo, Musi-Qualité, qui, avec le titre Yapadsousi, en extrait le plus marquant, lui permet de recevoir à nouveau l'année suivant le Prix Sacem Meilleur Album de l'Année. À la suite de cet album, il crée en mai 2006 avec Thierry Vaton le 1er big band (12 cuivres) de musique antillaise contemporaine, MizikOpéyi. La formation effectue ses premiers concerts à Paris et aux Antilles.
En 2007, Tony Chasseur est présenté par Ignace Pastel à l'association Dodine qui lui propose de produire deux volumes de lectures de textes du poète Aimé Césaire. Avec l'aval du poète lui-même, les Insurrection Perlière Vol. 1 & 2 paraissent en fin d'année et début 2008.
En février 2008, il produit à l'Atrium de Fort de France un concert hommage à Paulo Rosine, avec la collaboration du neveu du pianiste Gilles Rosine. L'album Paulo Rosine, 15 ans déjà, enregistré live lors de ce concert hommage sort en juillet de la même année.
Il produit l'album GilTony’K, en collaboration avec Gilles Voyer, en mai 2010 et obtient le Prix Sacem 2011 Zouk de l’année pour le titre Lésé mwen di…. Début 2009, il devient l'animateur-réalisateur d'une émission intitulée Kréyol Djaz sur la première radio de l'Outre-mer en région parisienne, Tropiques FM. Il quitte Tropiques FM fin 2016 et poursuit l'animation de cette émission sur France Ô La Radio de France Télévision.
2016 marque l’année de ses 30 ans de carrière. Un coffret de 21 titres inédits, Lakou Lanmou sort en novembre 2015, afin de commémorer cet événement culturel. Une tournée Lakou Lanmou Live, réalisée au cours de cette année, est immortalisée dans un coffret CD/DVD Live enregistré lors de son passage à La Cigale à Paris le 31 octobre 2016.

## Discographie

### Albums
- 1987 : Dansé Soleil
- 1993 : Sable Mouillé
- 1995 : Lanmou é Lanmityé
- 1998 : Mélodies créoles
- 2001 : Diamant des Îles
- 2005 : Musi-Qualité
- 2015 : Lakou Lanmou (coffret marquant ses 30 ans de carrière)
- 2016 : Lakou Lanmou Live (Double CD/DVD)

### Compilations
- 1992 : Itinéraire
- 1996 : Tony & Tatiana « Douce Folie »
- 2003 : An Konsantré Pasion (Coffret 3 CD)

### Albums de groupes
- 1984 : La Perfecta
- 1984 : JM Harmony, Reste avec moi
- 1985 : Crystal, Funky Biguine
- 1988 : Sakiyo, Trasé
- 1990 : Malavoi, Souch
- 1990 : Sakiyo, Kannaval
- 1992 : Zoukcover
- 1994 : Fal Frett, Déferlante
- 2000 : Zic Band, Ayiti Bonjou
- 2008 : Paulo Rosine 15 ans déjà… (album live)
- 2009 : Manmail' la ka sonjé Daniel
- 2010 : GilTony'K
- 2013 : Fal Frett, Histoire d'une vie

Avec MizikOpéyi
- 2008 : De Racines et D'Influences
- 2011 : MizikOpéyi Ka Wouvè Zel-li
- 2013 : Jazz Créole (Compilation incluant 3 titres inédits)
- 2014 : Jazz Créole 2014 (Single deux titres inédits)
- 2014 : DVD MizikOpéyi, live à L’atrium
- 2018 : Creole Big Band

### Singles
- 2000 : Ashanty, Fèt pou chanté
- 2006 : Lè Sé Lov (feat. Orlane)
- 2007 : Son Mélé
- 2007 : Ki Tan ? (feat. Kolo Barst)
- 2007 : Tempo Lavi-w
- 2008 : Négritude (feat. Eddie F.)
- 2011 : Nou Dakò (feat. Florence Naprix)
- 2014 : Moun ké di (feat Christiane Valléjo)
- 2015 : Carribean

### Productions
- 2004 : Claudine Pennont, Fout Sa Bon
- 2007 : Insurrection Perlière, Vol. 1
- 2008 : Insurrection Perlière, Vol. 2

### Réalisations
- 2013 : Créole Jazz La sélection, Vol. 1 (Don's Music)
- 2017 : Créole Jazz La Compil, Vol. 2 (Don's Music)